# 国吉駅
国吉駅（くによしえき）は、千葉県いすみ市苅谷にある、いすみ鉄道いすみ線の駅である。

## 歴史

### 年表
- 1930年（昭和5年）4月1日：鉄道省木原線の駅として開設、一般駅[1]。
- 1974年（昭和49年）10月1日：貨物取扱廃止、旅客駅化[1]。
- 1984年（昭和59年）2月1日：荷物扱い廃止[1]。
- 1987年（昭和62年）4月1日：国鉄分割民営化に伴い、JR東日本の駅となる[1]。
- 1988年（昭和63年）3月24日：木原線第三セクター鉄道転換に伴い、いすみ鉄道いすみ線の駅となる[1][2]。
- 1991年（平成3年）4月：駅舎建替[3]。
- 2009年（平成21年）
  - 9月：駅舎リニューアル（売店の設置、待合室・トイレの改修）。
  - 10月1日：命名権売却により駅名表記が「風そよぐ谷 国吉」となる[4]。
- 2019年（令和元年）9月：駅舎外壁塗装工事実施・完了[5]。
- 2024年（令和6年）7月：命名権売却により駅名表記がNSIを冠する[6][7]。

### 命名権
鉄道DVDなどを制作している有限会社パシナコーポレーションに対して命名権（ネーミングライツ）の売却を行い、2009年（平成21年）10月1日から、駅名が「風そよぐ谷 国吉」となっている。これはいすみ鉄道が自然と共生する環境に優しい鉄道をキャッチフレーズとしていることから、ムーミンのキャラクターをデザインした「ムーミン列車」などを走らせていることにちなんで名前を付けたものである。また、パシナコーポレーションの代表取締役である鳥塚亮は、いすみ鉄道の当時の社長でもあるため、実質社長本人が当駅名の命名権を購入したとも言える。ただし、デンタルサポート大多喜駅や三育学院大学久我原駅とは異なり、路線図などの旅客案内上では原則「風そよぐ谷」表記はなされておらず（但しホームページの各駅情報には「風そよぐ谷」と表記されていた）、当駅名の命名権が誰に売却されたかについては、公式サイトなどでは触れられていない（社長本人のブログで公表されている）。2019年12月時点では再度命名権の募集を行っていたが、2024年（令和6年）7月1日より、株式会社New Space Intelligence（NSI）が命名権を取得し、NSIを冠した愛称が付与されている。

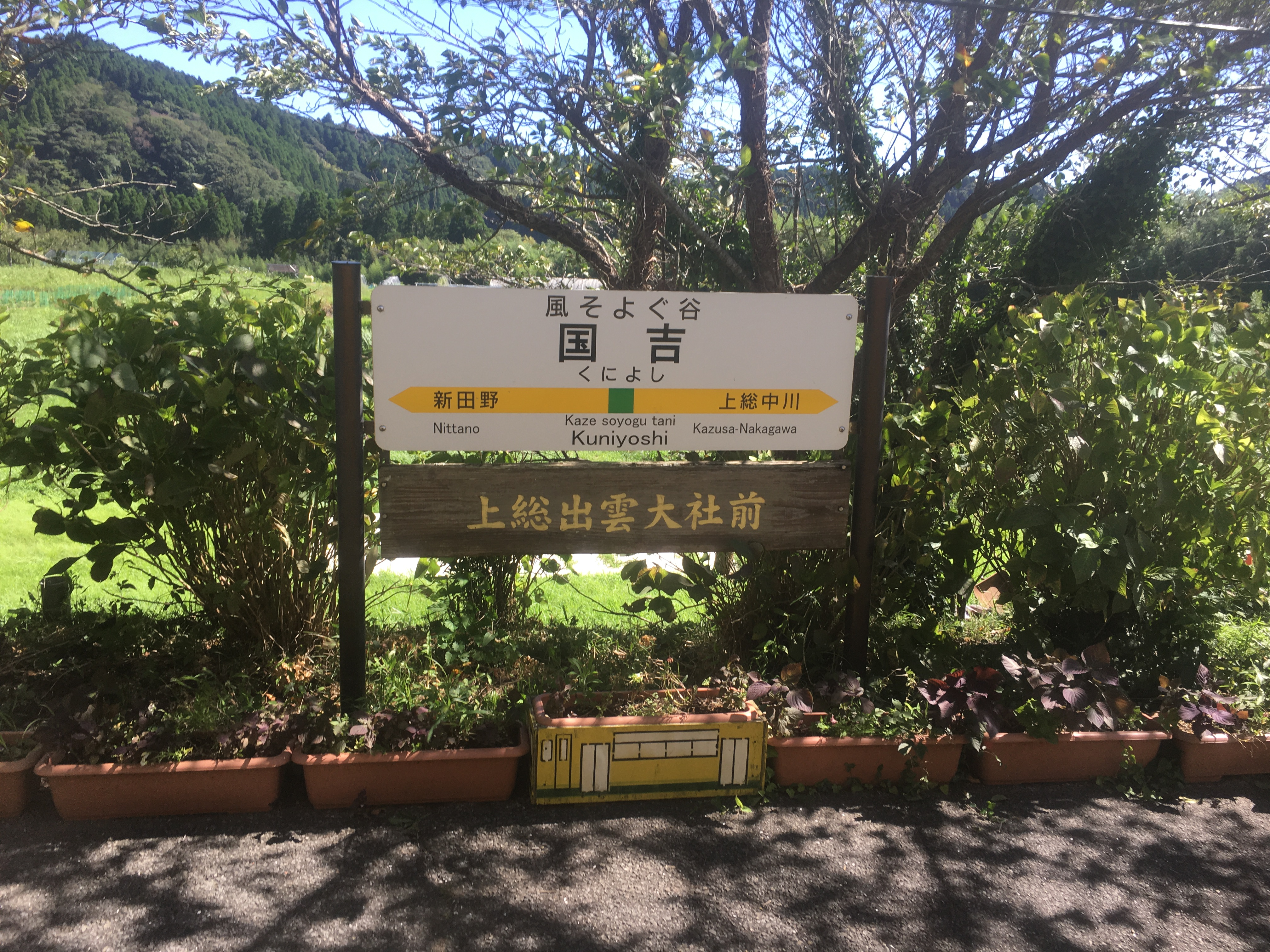
「風そよぐ谷」併記時の駅名標（2021年8月）

## 駅構造
相対式ホーム2面2線を有する地上駅。無人駅であり、駅舎は商工会との合築となっている。ホーム中央に警報機付構内踏切があるため、バリアフリー未対応である。ただし、大原方面ホームのみ駅前広場から段差がない。
他に保線車両用留置線もあり、かつて相模線や久留里線などで活躍したキハ30 62、七尾線や高山本線などで活躍後にいすみ鉄道の急行列車で運用されたキハ28 2346が保存されている。
水洗式の公衆トイレは駅舎の隣に設置されている。なお、構内の売店「VALLEY WINDS」は2019年（平成31年）1月限りで閉店した。

### のりば
| 番線   | 路線      | 方向 | 行先         |
| ------ | --------- | ---- | ------------ |
| 駅舎側 | ■いすみ線 | 上り | 大原方面     |
| 反対側 | ■いすみ線 | 下り | 上総中野方面 |

※案内上ののりば番号は割り当てられていない。

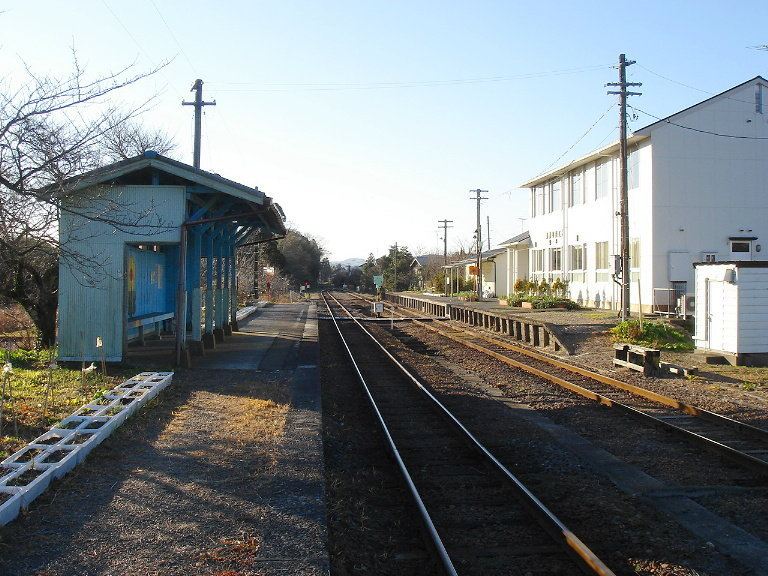
駅ホーム（2007年1月）
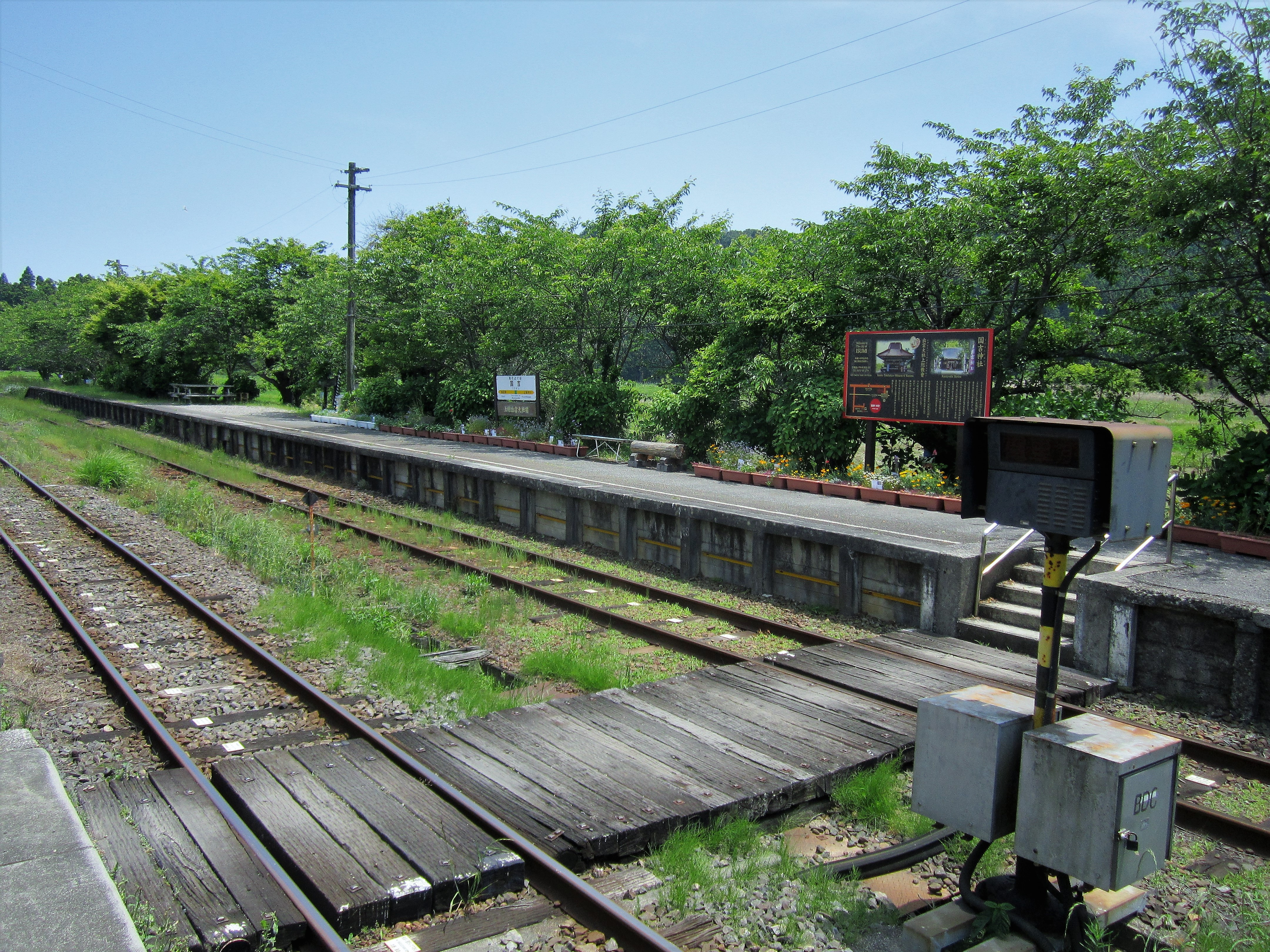
構内踏切（2019年5月）

## 利用状況
2019年度の1日平均乗車人員は95人である。
近年の一日平均乗車人員推移は以下の通り。
|        | 乗車人員 | 乗車人員 | 乗車人員 |          |
| 年度   | 一日平均 | 定期外   | 定期     | 出典     |
| ------ | -------- | -------- | -------- | -------- |
| 2007年 | 114      |          |          | [ * 2 ]  |
| 2008年 | 107      |          |          | [ * 3 ]  |
| 2009年 | 96       |          |          | [ * 4 ]  |
| 2010年 | 108      |          |          | [ * 5 ]  |
| 2011年 | 130      |          |          | [ * 6 ]  |
| 2012年 | 153      |          |          | [ * 7 ]  |
| 2013年 | 141      |          |          | [ * 8 ]  |
| 2014年 | 136      |          |          | [ * 9 ]  |
| 2015年 | 143      |          |          | [ * 10 ] |
| 2016年 | 142      |          |          | [ * 11 ] |
| 2017年 | 140      |          |          | [ * 12 ] |
| 2018年 | 132      | 53       | 80       | [ * 13 ] |
| 2019年 | 95       | 29       | 67       | [ * 1 ]  |

## 駅周辺
駅北側（駅出入口側）には、国道465号および千葉県道85号茂原夷隅線沿いを中心に小規模商店や住宅が点在している。駅南側には夷隅川が流れ、上総苅谷藩の陣屋跡となっている。
- いすみ市役所夷隅庁舎（旧 夷隅町役場）
- 夷隅文化会館
- いすみ医療センター（旧 国保国吉病院）
- 夷隅保健センター
- いすみ子育て支援センター
- いすみ市立国吉中学校
- いすみ市立夷隅小学校（いすみ市立国吉小学校跡に開校[13]）
- 千葉県立夷隅特別支援学校
- いすみ郵便局
- いすみ農業協同組合本所総務部総務課
- いすみ市郷土資料館
- おおたやスーパーランドいすみ店
- 国吉神社
- 出雲大社上総分院（上総出雲大社）

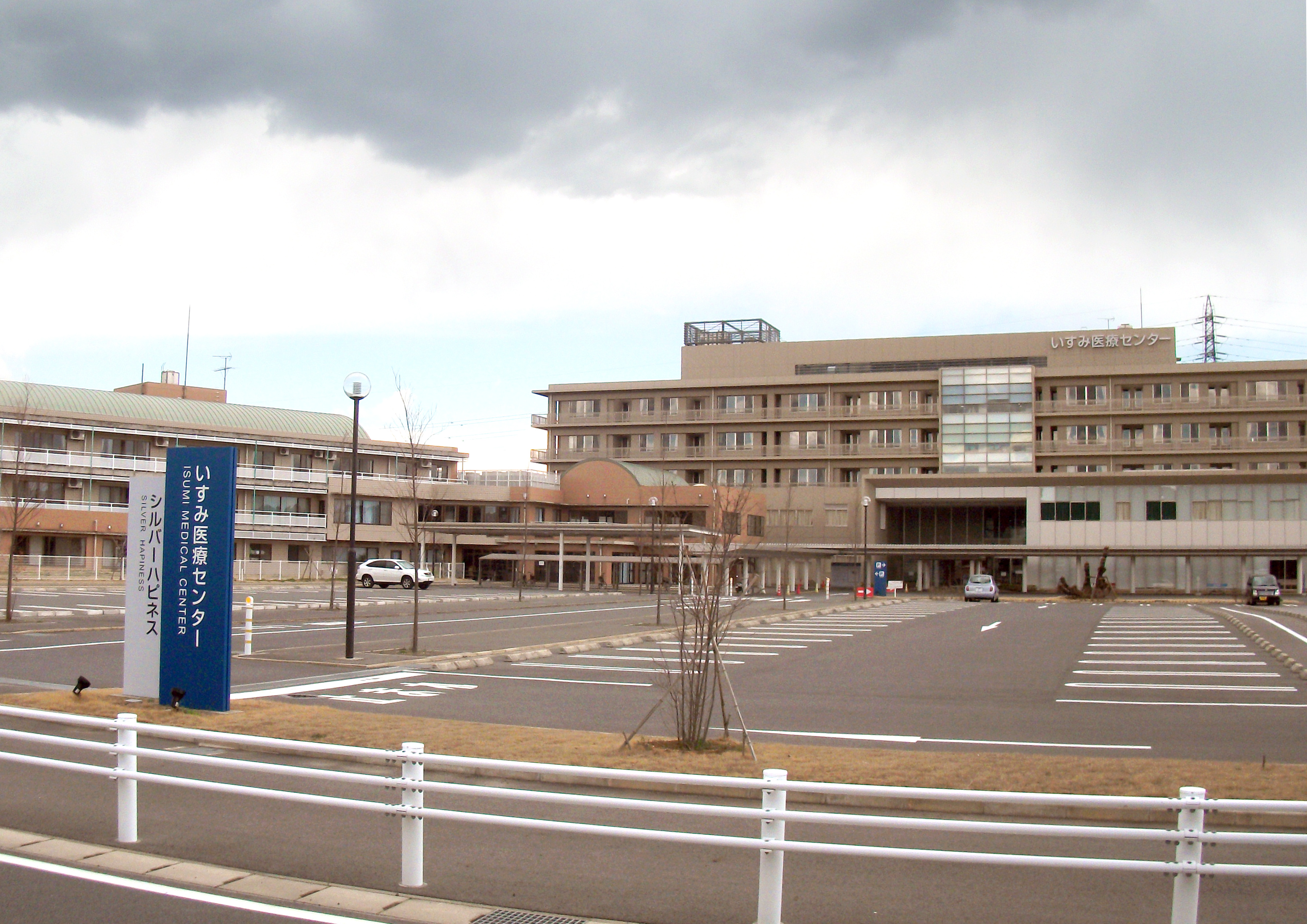
いすみ医療センター
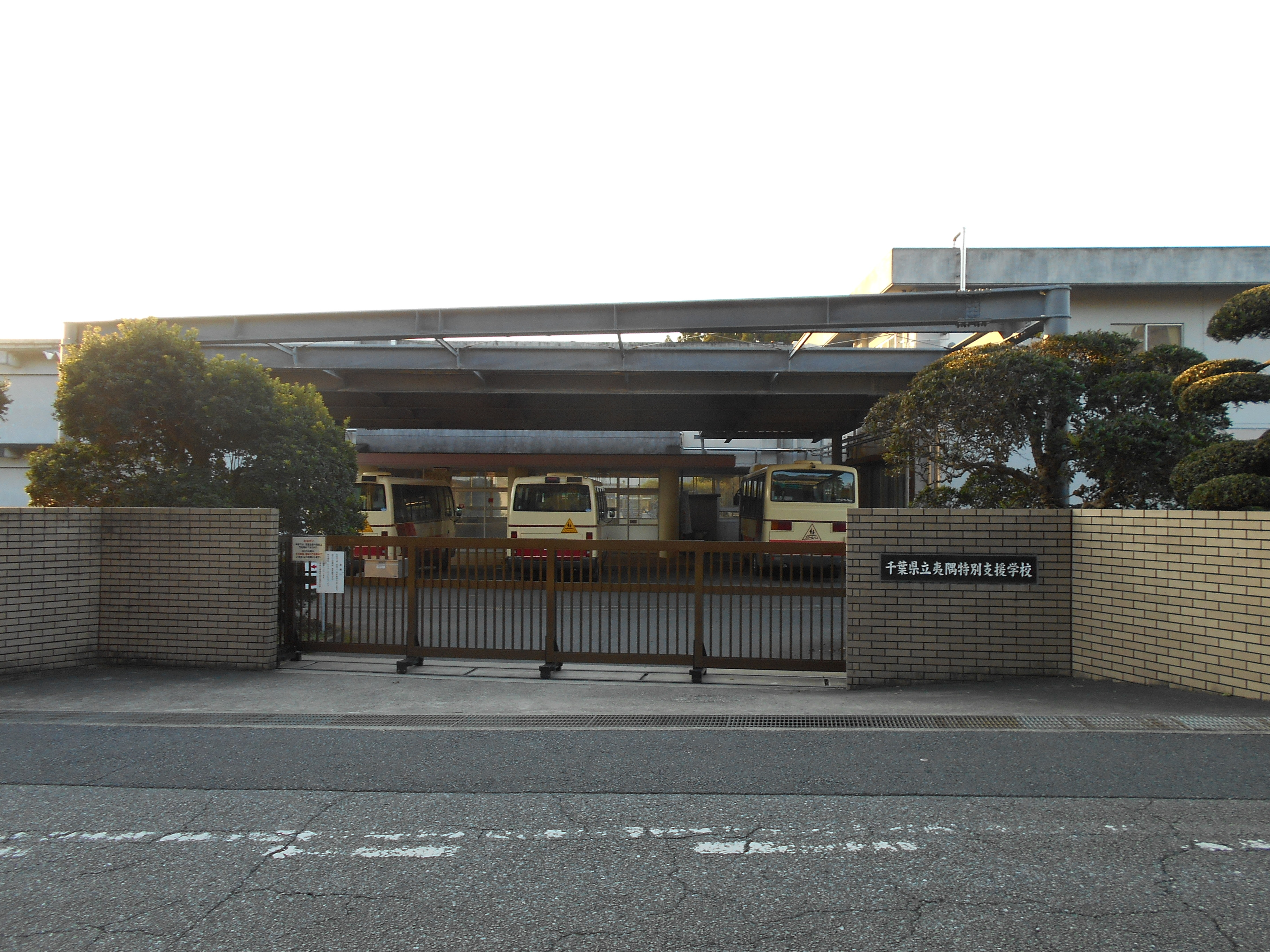
千葉県立夷隅特別支援学校
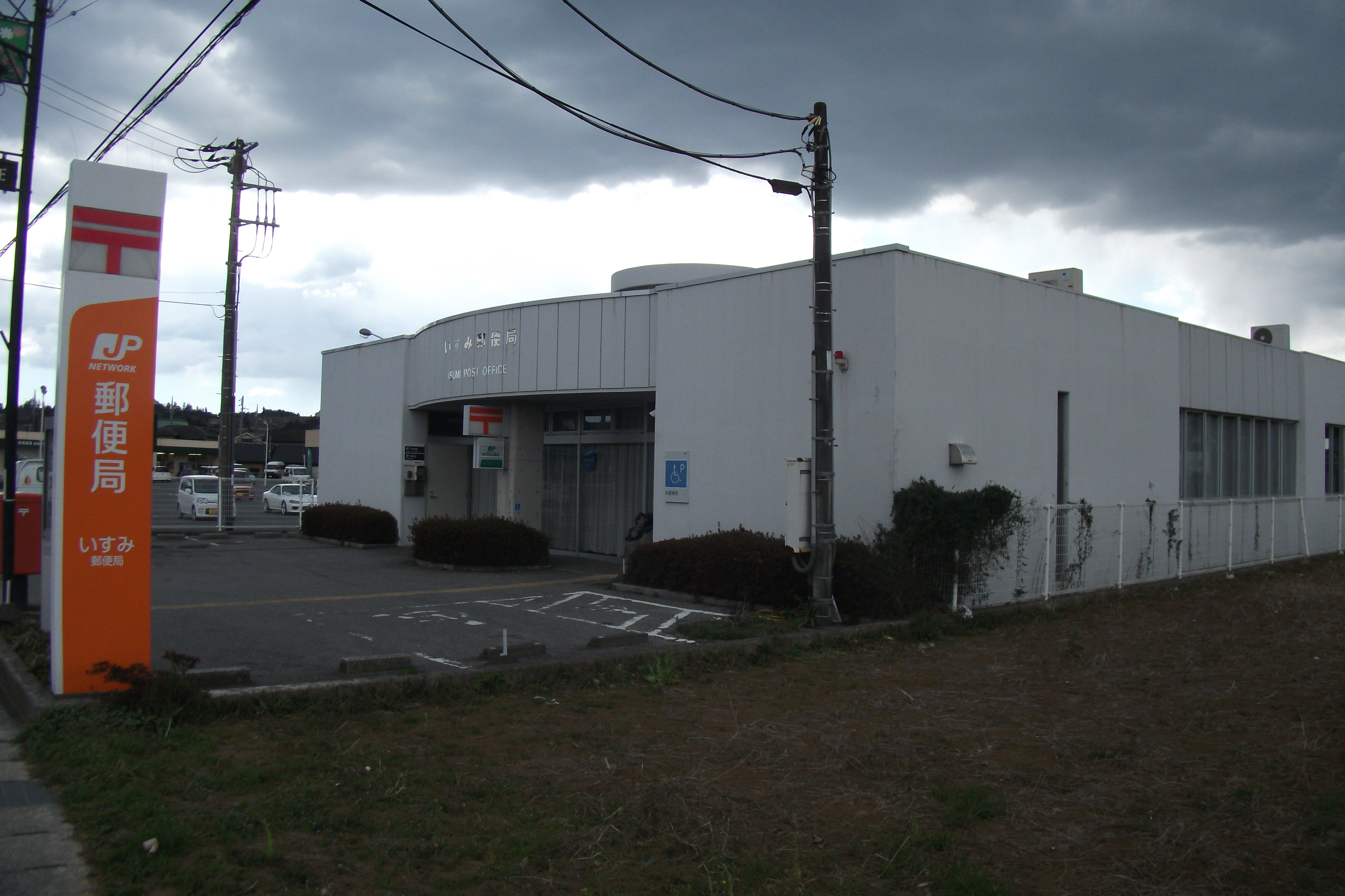
いすみ郵便局
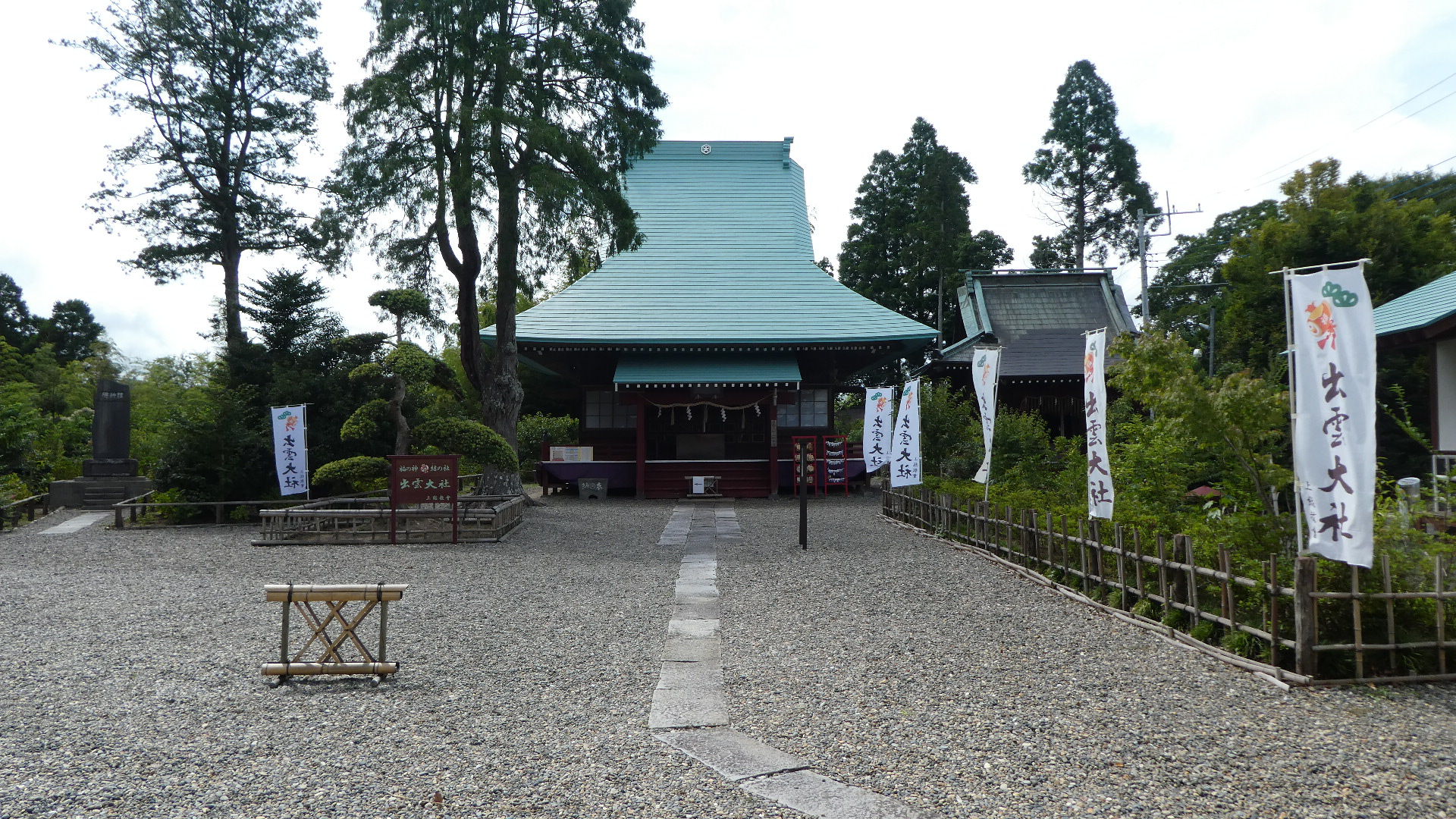
出雲大社上総分院（上総出雲大社）

## バス路線
| のりば     | 系統                 | 主要経由地               | 行先           | 運行会社       | 備考 |
| ---------- | -------------------- | ------------------------ | -------------- | -------------- | ---- |
| 国吉駅入口 | 市内循環線（内回り） | 下布施・新田野駅・大原駅 | 市役所大原庁舎 | いすみ市民バス |      |
| 国吉駅入口 | 市内循環線（外回り） | 松丸市場・太東駅・大原駅 | 市役所大原庁舎 | いすみ市民バス |      |

## 隣の駅
いすみ鉄道
■いすみ線
新田野駅 - 国吉駅 - 上総中川駅